# مدل‌های سری زمانی مالی
مدل‌های سری زمانی مالی(به انگلیسی: autoregressive conditional heteroscedasticity)، در اقتصاد سنجی به مدلی گفته می‌شود که فرض بر این دارد که واریانس error termها یا innovationها یک تابع از اندازه error termهای دوره‌های زمانی قبل است: معمولاً واریانس با مربع innovationهای قبلی مرتبط است. چنین مدلی معمولاً ARCH نامیده می‌شود (Engle, 1982)، البته علامت‌های اختصاری دیگری هم برای مدل‌های بر همین پایه بکار برده می‌شود. مدل‌های ARCH معمولاً برای سری‌های زمانی مالی بکار برده می‌شود که دسته بندی‌های نوسانی بر پایه زمان - که دوره‌های با نوسان با دوره‌های بدون نوسان همراه می‌شوند - را نشان می‌دهند.

## مشخصات مدل (ARCH(q
اگر {\displaystyle ~\epsilon _{t}~} نشان دهنده error termها باشد و فرض شود {\displaystyle ~\epsilon _{t}=\sigma _{t}z_{t}~} وقتی که {\displaystyle z_{t}{\overset {\textrm {iid}}{\thicksim }}N(0,1)}، سری {\displaystyle \sigma _{t}^{2}} به صورت زیر مدل می‌شود؛
{\textstyle \sigma _{t}^{2}=\alpha _{0}+\alpha _{1}\epsilon _{t-1}^{2}+\cdots +\alpha _{q}\epsilon _{t-q}^{2}=\alpha _{0}+\sum _{i=1}^{q}\alpha _{i}\epsilon _{t-i}^{2}}
که در آن {\displaystyle ~\alpha _{0}>0~} , {\displaystyle \alpha _{i}\geq 0,~i>0}
مدل (ARCH(q را می‌توان با حداقل مربعات تخمین زد. یک متودولوژی برای پیدا کردن طول لگ errorها در ARCH استفاده از Lagrange multiplier است که توسط (Engle (1982 ارائه شده. این رویه به صورت زیر است:
1. بهترین مدل (AR(q برای مدل {\displaystyle y_{t}=a_{0}+a_{1}y_{t-1}+\cdots +a_{q}y_{t-q}+\epsilon _{t}=a_{0}+\sum _{i=1}^{q}a_{i}y_{t-i}+\epsilon _{t}} را تخمین میزنیم.
2. مربع errorها {\displaystyle {\hat {\epsilon }}^{2}} را بدست آورده و آن‌ها را روی مقدار ثابت و مقادیر با q لگ رگرس می‌کنیم.

{\displaystyle {\hat {\epsilon }}_{t}^{2}={\hat {\alpha }}_{0}+\sum _{i=1}^{q}{\hat {\alpha }}_{i}{\hat {\epsilon }}_{t-i}^{2}}

که q طول لگ‌های ARCH می‌باشد.
3. فرض صفر این است که در نبود اجزاء ARCH برای تمامی {\displaystyle i=1,\cdots ,q} معادله {\displaystyle \alpha _{i}=0} برقرار است. فرض مقابل (alternative hypothesis) نیز این است که با وجود اجزاء ARCH حداقل یکی از ضرایب {\displaystyle \alpha _{i}} معنا دار باشند. در یک نمونه T تایی از residualها تحت فرض صفر، آماره TR² توزیع {\displaystyle \chi ^{2}} با q درجه آزادی را خواهد داشت. اگر TR² بزرگ تر از مقدار Chi-square در جدول باشد فرض صفر را رد می‌کنیم و نتیجه می‌گیریم که در مدل ARMA اثر ARCH وجود دارد. اگر TR² کوچکتر از مقدار Chi-square در جدول باشد، فرض صفر رد نخواهد شد.

## GARCH
اگر مدل (autoregressive moving average (ARMA را برای واریانس errorها فرض بگیریم، مدل generalized autoregressive conditional heteroscedasticity GARCH, Bollerslev 1986 را خواهیم داشت.
در این حالت مدل (GARCH(p, q که در آن p مرتبه {\displaystyle ~\sigma ^{2}} در مدل GARCH و q مرتبه {\displaystyle ~\epsilon ^{2}} را در این مدل نشان می‌دهد) به صورت زیر نشان داده می‌شود
{\displaystyle \sigma _{t}^{2}=\alpha _{0}+\alpha _{1}\epsilon _{t-1}^{2}+\cdots +\alpha _{q}\epsilon _{t-q}^{2}+\beta _{1}\sigma _{t-1}^{2}+\cdots +\beta _{p}\sigma _{t-p}^{2}=\alpha _{0}+\sum _{i=1}^{q}\alpha _{i}\epsilon _{t-i}^{2}+\sum _{i=1}^{p}\beta _{i}\sigma _{t-i}^{2}}
معمولاً در اقتصاد سنجی وقتی برای heteroscedasticity تست می‌کنیم، بهترین راه تست White است. هرچند هنگامی که با داده‌های سری زمانی کار می‌کنیم، این به معنی تست برای errorها در مدل ARCH یا در مدل GARCH است.
قبل از GARCH مدل EWMA بود که مدل GARCH جانشین آن شد، هرچند برخی افراد از هر دو این مدل‌ها استفاده می‌کنند.
مشخصات مدل (GARCH(p, q
طول لگ p در مدل (GARCH(p, q از سه قدم بدست می‌آید؛
1. بهترین مدل را برای (AR(q تخمین می زنیم؛

{\displaystyle y_{t}=a_{0}+a_{1}y_{t-1}+\cdots +a_{q}y_{t-q}+\epsilon _{t}=a_{0}+\sum _{i=1}^{q}a_{i}y_{t-i}+\epsilon _{t}}
2. مقدار autocorrelationهای {\displaystyle \epsilon ^{2}} را از فرمول زیر محاسبه و روی نمودار مشخص می‌کنیم؛

{\displaystyle \rho ={{\sum _{t=i+1}^{T}({\hat {\epsilon }}_{t}^{2}-{\hat {\sigma }}_{t}^{2})({\hat {\epsilon }}_{t-1}^{2}-{\hat {\sigma }}_{t-1}^{2})} \over {\sum _{t=1}^{2}({\hat {\epsilon }}_{t}^{2}-{\hat {\sigma }}_{t}^{2})^{2}}}}
3. انحراف از معیار مجانبی {\displaystyle \rho (i)} برای نمونه‌های بزرگ {\displaystyle 1/{\sqrt {T}}} است. مقادیری که بزرگتر از این میزان باشند errorهای GARCH را معین می‌کنند. برای مشخص کردن تعداد لگ‌ها از تست Ljung-Box test استفاده می‌کنیم. آماره Q در Ljung-Box توزیع {\displaystyle \chi ^{2}} را با n درجه آزادی خواهد داشت اگر مربع residualها {\displaystyle \epsilon _{t}^{2}} uncorrelated باشند. معمولاً T/4 را برای n در نظر می‌گیرند. فرض صفر بیان می‌کند که errorها از نوع ARCH یاGARCH نیستند. رد فرض صفر نشان می‌دهد که چنین error‌هایی در واریانس‌های شرطی وجود دارد.

## GARCH غیرخطیNGARCH
GARCH غیر خطی که (GARCH(1,1 غیر خطی نامتقارن نیز نامیده می‌شود توسط Engle و Ng در 1993 معرفی شد.
{\displaystyle ~\sigma _{t}^{2}=~\omega +~\alpha (~\epsilon _{t-1}-~\theta ~\sigma _{t-1})^{2}+~\beta ~\sigma _{t-1}^{2}}
{\displaystyle ~\alpha ,~\beta \geq 0;~\omega >0}.

برای بازده سهام مقدار پارامتر {\displaystyle ~\theta } معمولاً به صورت مثبت تقریب زده می‌شود. در این مورد این پارامتر اثر اهرمی را نشان می‌دهد و این مفهوم را دارد که بازده منفی، بی ثباتی در آینده را بیشتر از همان مقدار بازده مثبت، افزایش می‌دهد.
این مدل را نباید با مدل NARCH که توسط Higgins و Bera در 1992 ارائه شد اشتباه گرفت.

## IGARCH
Integrated Generalized Autoregressive Conditional Heteroscedasticity یا IGARCH ورژن محدود شده مدل GARCH است که جمع پارامترهای آن برابر واحد می‌شود و بنابراین یک ریشه واحد (unit root) در GARCH وجود دارد. قید آن به صورت زیر می‌باشد.
{\displaystyle \sum _{i=1}^{p}~\beta _{i}+\sum _{i=1}^{q}~\alpha _{i}=1}

## EGARCH
exponential general autoregressive conditional heteroscedastic یا (EGARCH) توسط Nelson 1991 مدل شده که یک فرم دیگر از GARCH است. به‌طور تفصیلی (EGARCH(p,q به صورت زیر مشخص می‌شود
{\displaystyle \log \sigma _{t}^{2}=\omega +\sum _{k=1}^{p}\beta _{k}g(Z_{t-k})+\sum _{k=1}^{q}\alpha _{k}\log \sigma _{t-k}^{2}}
که در آن {\displaystyle g(Z_{t})=\theta Z_{t}+\lambda (|Z_{t}|-E(|Z_{t}|))}، {\displaystyle \sigma _{t}^{2}} واریانس مشروط و {\displaystyle \omega }، {\displaystyle \beta }، {\displaystyle \alpha }، {\displaystyle \theta } و {\displaystyle \lambda } ضرایب و {\displaystyle Z_{t}} می‌تواند متغیر نرمال باشد یا از توزیع تعمیم یافته errorها بدست آمده باشد. فرموله کردن {\displaystyle g(Z_{t})} به ما اجازه می‌دهد که علامت و مقدار {\displaystyle Z_{t}} اثر مشخصی روی نوسانات داشته باشد. این امر به‌طور خاص در زمینه قیمت گذاری دارایی‌ها سودمند است.
از آنجا که {\displaystyle \log \sigma _{t}^{2}} ممکن است منفی شود قید دیگری روی پارامترها نمی‌گذاریم.

## GARCH-M
GARCH-in-mean یا (GARCH-M) یک ترم heteroscedasticity به معادله میانگین اضافه می‌کند و به صورت زیر مشخص می‌شود:
{\displaystyle y_{t}=~\beta x_{t}+~\lambda ~\sigma _{t}+~\epsilon _{t}}
که residualها {\displaystyle ~\epsilon _{t}} به این صورت معرفی می‌شوند؛
{\displaystyle ~\epsilon _{t}=~\sigma _{t}~\times z_{t}}

## QGARCH
Quadratic GARCH QGARCH توسط Sentana 1995 ارائه شد که برای مدل کردن اثرات نامتقارن شوک‌های منفی و مثبت بکار می‌رود.
برای یک مثال از مدل (GARCH(1,1 که در آن روند residual عبارتست از
{\displaystyle ~\epsilon _{t}=~\sigma _{t}z_{t}}
که در آن {\displaystyle z_{t}} به صورت i.i.d است و داریم؛
{\displaystyle ~\sigma _{t}^{2}=K+~\alpha ~\epsilon _{t-1}^{2}+~\beta ~\sigma _{t-1}^{2}+~\phi ~\epsilon _{t-1}}

## GJR-GARCH
همانند (QGARCH، Glosten-Jagannathan-Runkle GARCH (GJR-GARCH که توسط Glosten, Jagannathan و (Runkle (1993 مدل شد، عدم تقارن در پروسه GARCH مدل می‌کند که پیشنهاد می‌کند {\displaystyle ~\epsilon _{t}=~\sigma _{t}z_{t}} را مدل کنیم که در آن {\displaystyle z_{t}} i.i.d است.
{\displaystyle ~\sigma _{t}^{2}=K+~\delta ~\sigma _{t-1}^{2}+~\alpha ~\epsilon _{t-1}^{2}+~\phi ~\epsilon _{t-1}^{2}I_{t-1}}
که اگر {\displaystyle ~\epsilon _{t-1}\geq 0} باشد {\displaystyle I_{t-1}=0} است.
و اگر {\displaystyle ~\epsilon _{t-1}<0} باشد {\displaystyle I_{t-1}=1} است.

## مدل TGARCH
نهایتاً (Threshold GARCH (TGARCH که توسط (Zakoian (1994 مدل شده همانند GJR GARCH است و مشخصه آن شرطی بودن انحراف معیار است به جای شرطی بودن واریانس:
{\displaystyle ~\sigma _{t}=K+~\delta ~\sigma _{t-1}+~\alpha _{1}^{+}~\epsilon _{t-1}^{+}+~\alpha _{1}^{-}~\epsilon _{t-1}^{-}}
که در آن اگر {\displaystyle ~\epsilon _{t-1}>0} باشد {\displaystyle ~\epsilon _{t-1}^{+}=~\epsilon _{t-1}} است و اکر {\displaystyle ~\epsilon _{t-1}\leq 0} باشد {\displaystyle ~\epsilon _{t-1}^{+}=0} است. همچنین {\displaystyle ~\epsilon _{t-1}^{-}=~\epsilon _{t-1}} است اگر {\displaystyle ~\epsilon _{t-1}\leq 0} باشد و {\displaystyle ~\epsilon _{t-1}^{-}=0} است اگر {\displaystyle ~\epsilon _{t-1}>0} باشد.